# Emmalaan 12 (Baarn)
Villa Trebizonde aan de Emmalaan 12 is een gemeentelijk monument in Baarn in de provincie Utrecht. Het huis staat in het Wilhelminapark dat onderdeel is van  rijksbeschermd dorpsgezicht Prins Hendrikpark e.o.
Deze villa aan de Emmalaan is in 1911 gebouwd en door C. Sweris ontworpen. Aan de zijde van de Wilhelminalaan is een dakkapel in de vorm van een trapgevel geplaatst. De villa deed in 1917 dienst als pension en is thans in gebruik als  woonhuis.